# Peiying
Peiying – to zastrzeżony na terenie Unii Europejskiej znak towarowy producenta sprzętu car audio oferującego, m.in.: radia, głośniki samochodowe oraz nawigacje. Marka należy do polskiej firmy, będąc dystrybutorem sprzętu firmy FENGSHUN PEIYING ELECTRO-ACOUSTIC CO.,LTD.
W 2002 marka Peiying weszła na rynek polski z ofertą głośników, a w 2003 oferta handlowa została poszerzona o wzmacniacze. Od 2005 produkty są dostępne na rynku europejskim. 
W 2008 marka została wyróżniona Laurem Konsumenta w kategorii "Odkrycie roku". 
Premiera demo-cara, w pełni wyposażonego w sprzęt nagłaśniający marki Peiying miała miejsce w 2009.
Obecnie na rynku dostępnych jest kilka modeli nawigacji GPS, poczynając od 3,5 do 7 calowych, z Bluetoothem, kilkanaście modeli radioodbiorników, ponad 10 modeli wzmacniaczy oraz około 50 modeli głośników samochodowych. W sierpniu 2009 nawigacje Peiyinga uzyskały certyfikat zgodności z oprogramowaniem Automapa.
Produkty marki Peiying dostępne są w trzech segmentach: Peiying Basic, Alien oraz Exlusiv.

## Najważniejsze produkty marki
- systemy GPS
- głośniki
- radioodbiorniki
- subwoofery
- wzmacniacze
- procesory dźwięku

## Demo car
W 2009 demo car prezentowany był m.in. w programie Operacja Tuning w TVN Turbo. Samochód Nissan 350z został w pełni wyposażony w sprzęt Peiying. We wnętrzu samochodu znajduje się:
- radio PY 9128T
- trzy monitory PY TH7088
- nawigacja PY GPS5150
- dwa głośniki trójdrożne PY BG653T6
- subwoofer PY BL300A10
- wzmacniacz PY 1K76D
- wzmacniacz PY A4E76R
- cztery komplety głośników PY AT620CG
- głośnik midbasowy PY AY420CA1